# Machory (gromada)
Machory – dawna gromada, czyli najmniejsza jednostka podziału terytorialnego Polskiej Rzeczypospolitej Ludowej w latach 1954–1972.
Gromady, z gromadzkimi radami narodowymi (GRN) jako organami władzy najniższego stopnia na wsi, funkcjonowały od reformy reorganizującej administrację wiejską przeprowadzonej jesienią 1954 do momentu ich zniesienia z dniem 1 stycznia 1973, tym samym wypierając organizację gminną w latach 1954–1972.
Gromadę Machory z siedzibą GRN w Machorach utworzono – jako jedną z 8759 gromad na obszarze Polski – w powiecie opoczyńskim w woj. kieleckim, na mocy uchwały nr 13g/54 WRN w Kielcach z dnia 29 września 1954. W skład jednostki weszły obszary dotychczasowych gromad Machory, Maleniec, Grębenice, Jasion, Tama i Adamów ze zniesionej gminy Machory w powiecie opoczyńskim oraz Kołoniec ze zniesionej gminy Ruda Maleniecka w powiecie koneckim. Dla gromady ustalono 15 członków gromadzkiej rady narodowej.
1 stycznia 1959 z gromady Machory wyłączono wsie Kołoniec Pierwszy, Kołoniec Drugi i Franciszków, włączając je do gromady Ruda Maleniecka w powiecie koneckim w tymże województwie.
31 grudnia 1961 gromadę zniesiono, a jej obszar włączono do gromad Żarnów (wieś Grębenice) i Marcinków (wsie Machory, Cegielnia, Maleniec, Jasion, Tama i Adamów oraz tereny byłego folwarku Machory).